# Palazzo Basadonne
Il palazzo Basadonne, o palazzo Basadonne De Franchi, è un edificio storico italiano, sito in piazza San Giorgio 32, nel centro storico di Genova. È uno dei Palazzi dei Rolli che furono designati, al tempo della Repubblica di Genova, a ospitare gli ospiti di alto rango durante le visite di stato per conto del governo genovese.
Dal 1947 l'edificio è sottoposto a vincolo di tutela da parte della soprintendenza, con un ulteriore vincolo specifico del 2017 per talune unità immobiliari.

## Storia e descrizione
Ubicato nella piazza del mercato di San Giorgio, è proprietà delle famiglie Vento e Cattaneo Della Volta (1414); inserito nei rolli dal 1599, cambia nome quando Elianetta Baxadonne lo lascia in eredità al figlio Gio Andrea De Franchi Toso (1616), già senatore della Repubblica di Genova.
Il carattere cinquecentesco permane negli elementi strutturali oltre che nell'atrio lunettato, nel vano scale voltato e nel portale tradizionale, mentre nella facciata principale si intravedono polifore e archetti pensili in pietra nera e marmo tardomedievali.
L'estinzione della famiglia nel XIX secolo accelera la trasformazione in appartamenti, inoltre la realizzazione di via Vittorio Emanuele (l'attuale via Filippo Turati) nel 1886 e la contemporanea apertura di via San Giorgio alterano il prospetto sud del palazzo.
Ad inizio Cinquecento un nuovo gusto per gli stili architettonici classici trasforma anche i portali genovesi, sostituendo la decorazione "a candelabra" e motivi vegetali con colonne doriche o ioniche e archi a tutto sesto conclusi da un fregio orizzontale, talvolta arricchiti da sculture poste alla sommità. Un cambiamento di gusto a cui non deve essere estranea la costruzione del palazzo del Principe Doria, in cui per la prima volta questa nuova tipologia di portale veniva introdotta in ambito locale, diffondendosi poi, con alcune varianti, in diverse residenze nobiliari del centro antico.
In palazzo Basadonne-De Franchi le colonne lisce poggiano su due basi decorate con panoplie, dove morbidi nastri intrecciano elmi dalle calotte istoriate, scudi, animali marini, Gorgoni e Meduse. Motivi tratti dal vocabolario decorativo dell'arte classica e che ornano anche l'architrave dove si alternano metope e triglifi mentre, alle estremità compaiono le figure di due teste di toro o bucrani.
Costruito probabilmente verso il 1530, il portale si caratterizza inoltre per la presenza di un'iscrizione incisa su una targa posta sotto l'architrave: GRATIA CONCEDITUR USU, epigrafe che sembra adombrare, sotto l'egida di Dio, il successo del proprietario che le armi, poste a difesa della casa, sapranno conservare. Un'epigrafe che ricorda il doriesco Divino munere del palazzo di Fassolo, con cui l'ammiraglio Andrea Doria attribuiva al favore divino ricchezze e potenza terrene.

## Galleria d'immagini

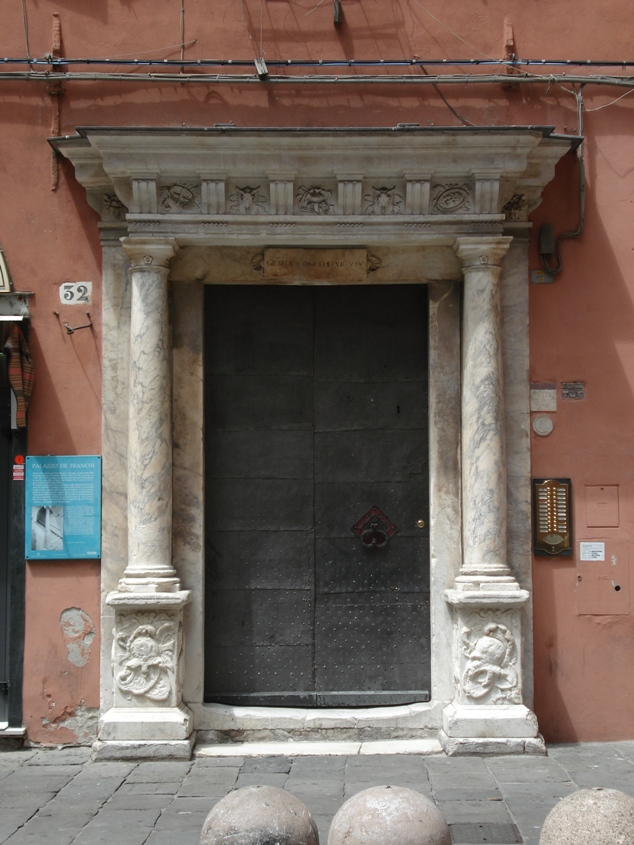
Particolare del portale del palazzo